# Corydoras
Corydoras is een geslacht binnen de familie der pantsermeervallen (Callichthyidae).

## Verspreiding en leefgebied
Alle soorten van dit geslacht komen voor in Zuid-Amerika. De soorten komen voor vanaf Trinidad tot aan het La Plata-bekken in het noorden van Argentinië. Ze leven in langzaam stromende, vaak verontreinigde rivieren.  

## Kenmerken
De pantsermeervallen hebben een benig pantser op de kop, flanken en soms ook op de rug. Soorten van Corydoras kunnen ademen via hun kieuwen, maar ook in zuurstofarm water, via darmademhaling. Dit houdt in dat lucht wordt ingeslikt, waarna de darmen de zuurstof opnemen.
Het verschil tussen mannetjes en vrouwtjes is vooral te zien aan de rugvin. Bij mannetjes is de rugvin namelijk puntig en bij vrouwtjes is deze rond. Tevens zijn vrouwtjes forser dan mannetjes. Ze worden meestal niet groter dan 8 cm.

## Leefwijze
Het voedsel van deze omnivoren bestaat vooral uit voedselresten die op de bodem te vinden zijn. Verder eten ze insecten die in of vlak boven de bodem leven en eten ze ook algen.

## Taxonomie
Het geslacht bevat in totaal 156 soorten.
- Corydoras acrensis Nijssen, 1972
- Corydoras acutus Cope, 1872
- Corydoras adolfoi Burgess, 1982
- Corydoras aeneus (Gill, 1858) – Bronzen pantsermeerval
- Corydoras agassizii Steindachner, 1876
- Corydoras albolineatus Knaack, 2004
- Corydoras amandajanea Sands, 1995
- Corydoras amapaensis Nijssen, 1972
- Corydoras ambiacus Cope, 1872
- Corydoras amphibelus Cope, 1872
- Corydoras approuaguensis Nijssen & Isbrücker, 1983
- Corydoras araguaiaensis Sands, 1990
- Corydoras arcuatus Elwin, 1938 – Stroomlijnpantsermeerval
- Corydoras areio Knaack, 2000
- Corydoras armatus (Günther, 1868)
- Corydoras atropersonatus Weitzman & Nijssen, 1970
- Corydoras aurofrenatus Eigenmann & Kennedy, 1903
- Corydoras axelrodi Rössel, 1962
- Corydoras baderi Geisler, 1969
- Corydoras bicolor Nijssen & Isbrücker, 1967
- Corydoras bifasciatus Nijssen, 1972
- Corydoras bilineatus Knaack, 2002
- Corydoras blochi Nijssen, 1971
- Corydoras boehlkei Nijssen & Isbrücker, 1982
- Corydoras boesemani Nijssen & Isbrücker, 1967
- Corydoras bondi Gosline, 1940
- Corydoras breei Isbrücker & Nijssen, 1992
- Corydoras brevirostris Fraser-Brunner, 1947
- Corydoras burgessi Axelrod, 1987
- Corydoras carlae Nijssen & Isbrücker, 1983
- Corydoras caudimaculatus Rössel, 1961
- Corydoras cervinus Rössel, 1962
- Corydoras cochui Myers & Weitzman, 1954
- Corydoras concolor Weitzman, 1961
- Corydoras condiscipulus Nijssen & Isbrücker, 1980
- Corydoras copei Nijssen & Isbrücker, 1986
- Corydoras coppenamensis Nijssen, 1970
- Corydoras coriatae Burgess, 1997
- Corydoras crimmeni Grant, 1997
- Corydoras cruziensis Knaack, 2002
- Corydoras crypticus Sands, 1995
- Corydoras davidsandsi Black, 1987
- Corydoras delphax Nijssen & Isbrücker, 1983
- Corydoras difluviatilis Britto & Castro, 2002
- Corydoras diphyes Axenrot & Kullander, 2003
- Corydoras duplicareus Sands, 1995
- Corydoras ehrhardti Steindachner, 1910
- Corydoras elegans Steindachner, 1876
- Corydoras ellisae Gosline, 1940
- Corydoras ephippifer Nijssen, 1972
- Corydoras eques Steindachner, 1876
- Corydoras esperanzae Castro, 1987
- Corydoras evelynae Rössel, 1963
- Corydoras eversi Tencatt & Britto, 2016
- Corydoras filamentosus Nijssen & Isbrücker, 1983
- Corydoras flaveolus Ihering, 1911
- Corydoras fowleri Böhlke, 1950
- Corydoras garbei Ihering, 1911
- Corydoras geoffroy Lacepède, 1803
- Corydoras geryi Nijssen & Isbrücker, 1983
- Corydoras gladysae Calviño & Alonso, 2010
- Corydoras gomezi Castro, 1986
- Corydoras gossei Nijssen, 1972
- Corydoras gracilis Nijssen & Isbrücker, 1976
- Corydoras griseus Holly, 1940
- Corydoras guapore Knaack, 1961
- Corydoras guianensis Nijssen, 1970
- Corydoras habrosus Weitzman, 1960 – Venezolaanse dwergpantsermeerval
- Corydoras haraldschultzi Knaack, 1962
- Corydoras hastatus Eigenmann & Eigenmann, 1888 – Dwergpantsermeerval
- Corydoras heteromorphus Nijssen, 1970
- Corydoras imitator Nijssen & Isbrücker, 1983
- Corydoras incolicana Burgess, 1993
- Corydoras isbrueckeri Knaack, 2004
- Corydoras julii Steindachner, 1906 – Luipaardpantsermeerval
- Corydoras kanei Grant, 1998
- Corydoras lacerdai Hieronimus, 1995
- Corydoras lamberti Nijssen & Isbrücker, 1986
- Corydoras latus Pearson, 1924
- Corydoras leopardus Myers, 1933
- Corydoras leucomelas Eigenmann & Allen, 1942
- Corydoras longipinnis Knaack, 2007
- Corydoras loretoensis Nijssen & Isbrücker, 1986
- Corydoras loxozonus Nijssen & Isbrücker, 1983
- Corydoras maculifer Nijssen & Isbrücker, 1971
- Corydoras mamore Knaack, 2002
- Corydoras melanistius Regan, 1912 – Gevlekte pantsermeerval
- Corydoras melanotaenia Regan, 1912
- Corydoras melini Lönnberg & Rendahl, 1930
- Corydoras metae Eigenmann, 1914
- Corydoras micracanthus Regan, 1912
- Corydoras microcephalus Regan, 1912
- Corydoras multimaculatus Steindachner, 1907
- Corydoras nanus Nijssen & Isbrücker, 1967
- Corydoras napoensis Nijssen & Isbrücker, 1986
- Corydoras narcissus Nijssen & Isbrücker, 1980
- Corydoras nattereri Steindachner, 1876
- Corydoras negro Knaack, 2004
- Corydoras nijsseni Sands, 1989
- Corydoras noelkempffi Knaack, 2004
- Corydoras oiapoquensis Nijssen, 1972
- Corydoras ornatus Nijssen & Isbrücker, 1976
- Corydoras orphnopterus Weitzman & Nijssen, 1970
- Corydoras ortegai Britto, Lima & Hidalgo, 2007
- Corydoras osteocarus Böhlke, 1951
- Corydoras ourastigma Nijssen, 1972
- Corydoras oxyrhynchus Nijssen & Isbrücker, 1967
- Corydoras paleatus (Jenyns, 1842) – Gestippelde pantsermeerval
- Corydoras panda Nijssen & Isbrücker, 1971 – Pandapantsermeerval
- Corydoras pantanalensis Knaack, 2001
- Corydoras paragua Knaack, 2004
- Corydoras parallelus Burgess, 1993
- Corydoras pastazensis Weitzman, 1963
- Corydoras paucerna Knaack, 2004
- Corydoras petracinii Calviño & Alonso, 2010
- Corydoras pinheiroi Dinkelmeyer, 1995
- Corydoras polystictus Regan, 1912
- Corydoras potaroensis Myers, 1927
- Corydoras pulcher Isbrücker & Nijssen, 1973
- Corydoras punctatus (Bloch, 1794)
- Corydoras pygmaeus Knaack, 1966
- Corydoras rabauti La Monte, 1941
- Corydoras reticulatus Fraser-Brunner, 1938
- Corydoras reynoldsi Myers & Weitzman, 1960
- Corydoras robineae Burgess, 1983
- Corydoras robustus Nijssen & Isbrücker, 1980
- Corydoras sanchesi Nijssen & Isbrücker, 1967
- Corydoras saramaccensis Nijssen, 1970
- Corydoras sarareensis ´Dinkelmeyer, 1995
- Corydoras schwartzi Rössel, 1963
- Corydoras semiaquilus Weitzman, 1964
- Corydoras septentrionalis Gosline, 1940
- Corydoras serratus Sands, 1995
- Corydoras seussi Dinkelmeyer, 1996
- Corydoras similis Hieronimus, 1991
- Corydoras simulatus Weitzman & Nijssen, 1970
- Corydoras sipaliwini Hoedeman, 1965
- Corydoras sodalis Nijssen & Isbrücker, 1986
- Corydoras solox Nijssen & Isbrücker, 1983
- Corydoras spectabilis Knaack, 1999
- Corydoras spilurus Norman, 1926
- Corydoras steindachneri Isbrücker & Nijssen, 1973
- Corydoras stenocephalus Eigenmann & Allen, 1942
- Corydoras sterbai Knaack, 1962
- Corydoras surinamensis Nijssen, 1970
- Corydoras sychri Weitzman, 1960
- Corydoras treitlii Steindachner, 1906
- Corydoras trilineatus Cope, 1872
- Corydoras tukano Britto & Lima, 2003
- Corydoras undulatus Regan, 1912
- Corydoras urucu Britto, Wosiacki & Montag, 2009
- Corydoras virginiae Burgess, 1993
- Corydoras vittatus Nijssen, 1971
- Corydoras weitzmani Nijssen, 1971
- Corydoras xinguensis Nijssen, 1972
- Corydoras zygatus Eigenmann & Allen, 1942